# Хипстерский расизм
Хи́пстерский раси́зм (англ. hipster racism) — расистское поведение, которое позиционируется проявляющими его людьми как ироничное или сатирическое. Люди, проявляющие хипстерский расизм, считают себя слишком модными и осознающими своё поведение, чтобы совершаемые ими действия выражали расистский смысл.
Хипстерский расизм связан с понятием «хипстерской исключительности» (англ. hipster exceptionalism) — идеей о том, что оскорбления и предрассудки становятся чем-то умным, забавным и социально значимым, если их выражают в иронической или сатирической форме. Люди, проявляющие хипстерский расизм, осознают подобные действия как расистские, когда их совершают другие, но если их совершают представители хипстеров, в этом случае следует рациональное объяснение — их собственная исключительность.
Термин был впервые использован американской блогершей Кармен Ван Керкхов (англ. Carmen Van Kerckhove) в статье «10 крупнейших расовых и поп-культурных тенденций 2006 года» (англ. The 10 Biggest Race and Pop Culture Trends of 2006). Название связано с вечеринками «Убей [в себе] белого» (англ. Kill Whitey), которые проходили в Бруклине и Нью-Йорке. На них белые хипстеры в иронической форме высмеивали индустрию черного хип-хопа. Хипстерский расизм может включать блэкфейс, использование слова «ниггер» и культурную апроприацию одежды.
Хипстерский расизм — это фанатизм, замаскированный под иронию и основанный на слепоте сторонников превосходства белой расы, индивидуализме и мощной иронической риторике.

## История
Хипстеры как субкультура появились в начале 1940-х годов в США и были зажиточными любителями джазовой музыки. Затем в этой среде появились представители обеспеченной творческой молодёжи, которые увлекались элитарным искусством. Со временем значение слова изменилось, оно стало обозначать людей, следующих последним модным тенденциям.
В США этот термин стал использоваться для описания определённого вида расизма. Так, термин хипстерский расизм существует более десяти лет и, вероятно, был популяризирован статьёй Кармен Ван Керкхов (англ. Carmen Van Kerckhove) в блоге Racialicious (блог о вопросах расы и её отражения в поп-культуре). Кармен Ван Керкхов отмечает, что хипстерский расизм как тенденцию заметили «ещё в 2005 году, в разгар вечеринок Kill Whitey», на которых белые хипстеры пародировали черную хип-хоп-культуру, чтобы «убить белизну внутри». Вечеринки ушли в прошлое, а хипстерский расизм глубоко укоренился в массовой культуре.
Литературный критик, писатель и главный редактор Civic Ventures Пол Констант (англ. Paul Constant) отмечает, что в 1990-х годах хипстерский расизм процветал среди белых городских жителей, которые отпускали расистские шутки в ироничных кавычках, чтобы продемонстрировать, что они знают о различиях, общаясь со своими друзьями из разных слоёв общества, но относятся к этому спокойно. В настоящее время хипстерский расизм не является социально приемлемым, так как расизм, независимо от того, какое название он имеет, нельзя использовать с кавычками. Расизм, по мнению Пола Константа, — это не действие или намерение, а система.
Штатный обозреватель журнала Atlantic Хелен Левис (англ. Helen Lewis) пишет в статье «Шутка над нами», что с конца 2000-х годов Интернет заполнили мемы о Гитлере и «ироническом» расизме, появился огромный набор странных и откровенно глупых изображений, подававшихся как креативные, и пользователи сети впитывали эстетику и этику «мем-культуры» или «интернет-культуры» — беспорядочную смесь изображений, жаргона и «народного искусства» (сайты 4chan, Reddit и Tumblr), публикующих смесь привилегированности и наивности, построенной на обещании, что Интернет может стать пространством, которое свободно от последствий. Метель мемов не давала времени и возможности отличить милое от оскорбительного, безобидное от ненавистного. Автор статьи считает, что настоящий фанатизм, замаскированный под иронию — новое явление, возможно, даже наиболее характерное для XXI века, которое появилось из смеси онлайн-потребительства и поп-культуры, и что хипстерский расизм сближается с современным неонацизмом и экстремизмом, которые также часто сопровождаются элементами иронии, глупости и нелепости.

## Критика
Эксперт по коммуникациям из Университета Южной Флориды Рэйчел Дубровски определяет хипстерский расизм как «прерогативу белых, часто прогрессивных людей, которые думают, что они равнодушны к расизму и это, как они ошибочно полагают, даёт им право говорить и делать расистские вещи, фактически не будучи расистами». Дубровски отмечает, что хипстерский расизм возник тогда, когда «мы увидели рост иронического, саморефлексивного юмора в популярных средствах массовой информации», а ключевой принцип хипстерского расизма в том, что он прикрывается иронией. Она считает, что его «явная вездесущность примечательна». И поскольку хипстерский расизм часто характеризуется «юмором», он, как правило, широко распространён в комедиях.
Обозреватель G/O Media Линди Уэст назвала хипстерский расизм «мягким, невежественным и более коварным родственником деревенщины в капюшоне», имея в виду Ку-клукс-клан, который «ушёл в подполье и живёт в укоренившемся де-факто неравенстве и закодированном языке „о трудовой этике“ и „правах штатов“». Современный расизм проявляется в том, что если нельзя говорить расистские вещи, то можно шутить и иронизировать на тему расизма, что на практике почти одно и то же.
Писатель и журналист, обозреватель London Review of Books Джейсон Окундайе (англ. Jason Osamede Okundaye) называет наивной и опасной идею о том, что быть хипстером, чтобы высмеивать расизм — это нормально. В кино- и телеиндустрии появилось множество неожиданных разговоров о расе, началось «паническое стирание» британских телевизионных программ, из фильмов вырезались целые эпизоды, из телепрограмм удалялись постановки и шоу. Эти действия многие культурные обозреватели назвали «странными, контрпродуктивными и глупыми». Идея «иронического расизма» оказалась на переднем крае культурного диалога. Актёры и комики, исполнявшие расистские тропы с «либеральной» точки зрения, казались более проблематичными, чем когда-либо; сама идея о том, что их создатель не может быть расистом, если его работа сделана с иронией, в лучшем случае наивна, а в худшем — опасна. Сценическое мастерство иронического расизма — это то, что побуждает номинально хорошо образованную буржуазную аудиторию высмеивать и принижать (что явно присуще именно расизму) менее образованные рабочие и социально маргинализированные группы. Это позволяет комикам и актёрам якобы «безопасно» исполнять абсурдные расистские тропы посредством злонамеренного обмана на деле расистской аудитории, тем самым создавая дистанцию между художником и произведением искусства. Клайв Нвонка (англ. Clive Nwonka), научный сотрудник по киноведению Лондонской школы экономики, назвал комедию такого рода «гиперрасовой выдумкой» и отметил «расистский характер хипстеров, якобы существующий вне расизма», что по своей сути является ошибочной предпосылкой. Надменность со стороны либеральной аудитории является ключом к пониманию того, почему «иронический расизм» прочно закрепился в массовой западной культуре.
Профессор Института коммуникационных исследований Иллинойского университета, штат Иллинойс, Изабель Молина-Гусман (англ. Isabel Molina-Guzman) провела анализ телевизионных программ эпохи Барака Обамы, когда этническая принадлежность и раса всё больше укоренялись в «хипстерском расизме». Она утверждает, что, несмотря на возросшую инклюзивность, телевизионные комедии по-прежнему неизбежно и неоспоримо используют в юморе расизм, сексизм и гомофобию. Доктор Кристен Уорнер из Университета Алабамы назвала хипстерский расизм в популярной культуре США идеологией дальтоников, которая зависит от повседневной практики, не замечающей привилегий для белых, даже несмотря на сохранение этнического и расового неравенства. Ценности современных комедий, использующих хипстерский расизм, позволяют зрителям выносить противоречивые прочтения телевизионных сценариев и интерпретировать их так, что они освобождают зрителей от чувства вины или социального дискомфорта, создавая спорное пространство видимости и удовольствия, неприемлемого для «цветной» аудитории. Телевизионная комедия пострасовой эпохи характеризуется отсутствием смеха и таким подходом к этническим и расовым различиям, который создаёт основу для комедий в стиле хипстерского расизма, также основанного на расе, этническом происхождении и половых различиях.